# Juhani Järvinen
Jouko Juhani Järvinen (9. května 1935 Tuulos – 31. května 1984 Helsinky) byl finský rychlobruslař.
Na velkých mezinárodních závodech startoval od roku 1954, kdy debutoval pátým místem na Mistrovství Evropy. Zúčastnil se Zimních olympijských her 1956 (500 m – 9. místo, 1500 m – 4. místo, 5000 m – 20. místo, 10 000 m – 12. místo), téhož roku byl na kontinentálním šampionátu šestý. Největších úspěchů dosáhl v sezóně 1958/1959, kdy nejprve získal stříbrnou medaili na Mistrovství Evropy a posléze i zlatou medaili na Mistrovství světa. Startoval také na ZOH 1960 (500 m – 16. místo, 1500 m – 5. místo, 5000 m – 15. místo, 10 000 m – 8. místo). Sezóny 1960/1961 a 1961/1962 vynechal, k závodění se vrátil koncem roku 1962. Zúčastnil se i ZOH 1964 (500 m – 19. místo, 1500 m – 8. místo, 10 000 m – 20. místo). Poslední závody absolvoval v roce 1966.